# Elisabeta Polihroniade
Elisabeta Polihroniade est une joueuse d'échecs et une journaliste roumaine née le 24 avril 1935 à Bucarest et morte le 23 janvier 2016. Championne de Roumanie à sept reprises (en 1966, 1970, 1971, 1972, 1975, 1976 et 1977), elle reçut le titre de grand maître international féminin en 1982.

## Biographie
Elisabeta Polihroniade était journaliste et animait une émission de radio et apparaissait également à la télévision. 
Elle fut également quatrième du championnat du monde d'échecs par correspondance féminin 1972-1977. 
Elle était arbitre internationale  et a été vice-présidente de l'Union internationale des échecs scolaires en 2003.
Elle était également rédactrice pour le magazine roumain d'échecs Gambit.

## Championnats du monde féminins
Elisabeta Polihroniade participa :
- au tournoi des candidates de 1961 à  Vrnjačka Banja et finit dixième avec 8 points sur 17 (elle avait remporté le tournoi zonal de Sinaia en 1960) ;
- au tournoi interzonal féminin de 1971 à Ohrid : elle termina 8e-9e avec 9,5 points sur 17 ;
- au tournoi interzonal féminin de 1973 à Minorque : elle fut 10e-11e avec 11 points sur 19 ;
- au tournoi interzonal féminin de 1979 à Rio : elle occupa la 4e-5e place avec 10,5 points sur 17 et fut éliminée au départage par l'Allemande Gisela Fischdick.

## Compétitions par équipe
Elisabeta Polihroniade a été sélectionnée dans l'équipe de Roumanie lors de dix olympiades féminines et remporta neuf médailles individuelles ou par équipe :
- en 1966 (au deuxième échiquier) : médaille d'argent par équipe et médaille d'or individuelle ;
- en 1969 (au premier échiquier) : la Roumanie finit septième ;
- en 1972 (au premier échiquier) : médaille d'argent par équipe ;
- en 1974 (au premier échiquier) : médaille d'argent par équipe ;
- en 1978 (au premier échiquier) : la Roumanie finit dixième ;
- en 1980 (au premier échiquier) : la Roumanie finit quatrième  ;
- en 1982 (échiquier de réserve, remplaçante) : médaille d'argent par équipe et médaille d'or individuelle ;
- en 1984 (au deuxième échiquier) : médaille de bronze par équipe et médaille d'argent individuelle ;
- en 1986 (au troisième échiquier) : médaille de bronze par équipe ;
- en 1988 (au troisième échiquier) : la Roumanie finit sixième.